# ランバイ
ランバイ（マレー語: rambai; 学名: Baccaurea motleyana）はコミカンソウ科（旧トウダイグサ科コミカンソウ亜科）ランバイ属の常緑植物である。
マレー半島からスマトラ島が原産地。
皮質でやや光沢のある葉をもち、葉の大きさは長さ15cm、幅8cmほど。樹高は15m前後。太い幹からひも状に3cm前後の球形の白い半透明の果実を無数に垂らす様子は非常にユニークであり、ここから「アジアのジャボチカバ」のニックネームを持つ。
花は花弁が肉厚であり、黄緑色の小さな花を無数に付け、幹や枝から下垂させる。果実は黄緑色からオレンジ色に熟し、白色の果実は甘酸っぱく、東南アジアではごく一般的に売られている。

## ギャラリー

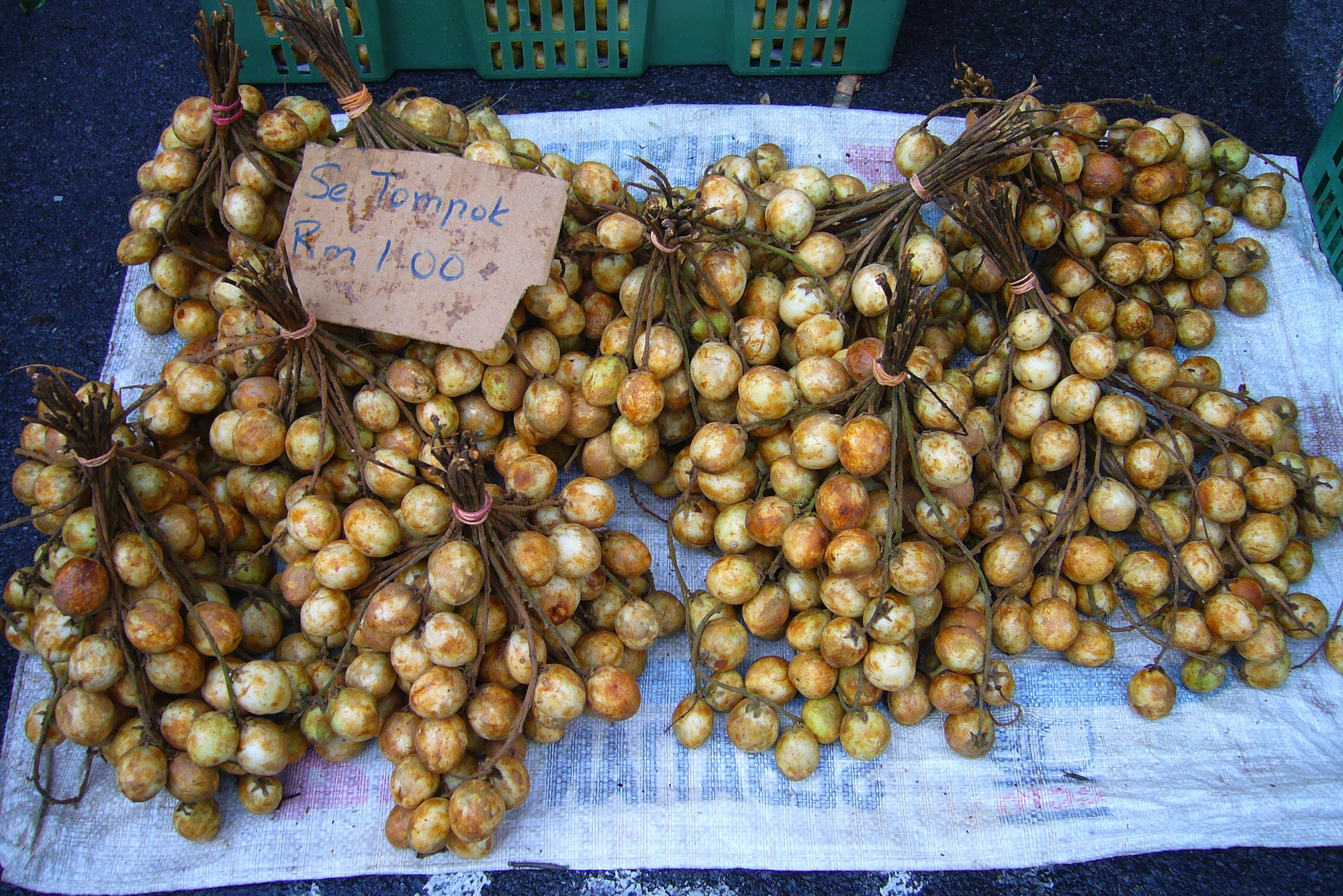
ランバイの果実